# 4-Stunden-Rennen von Abu Dhabi 2024, 1. Rennen

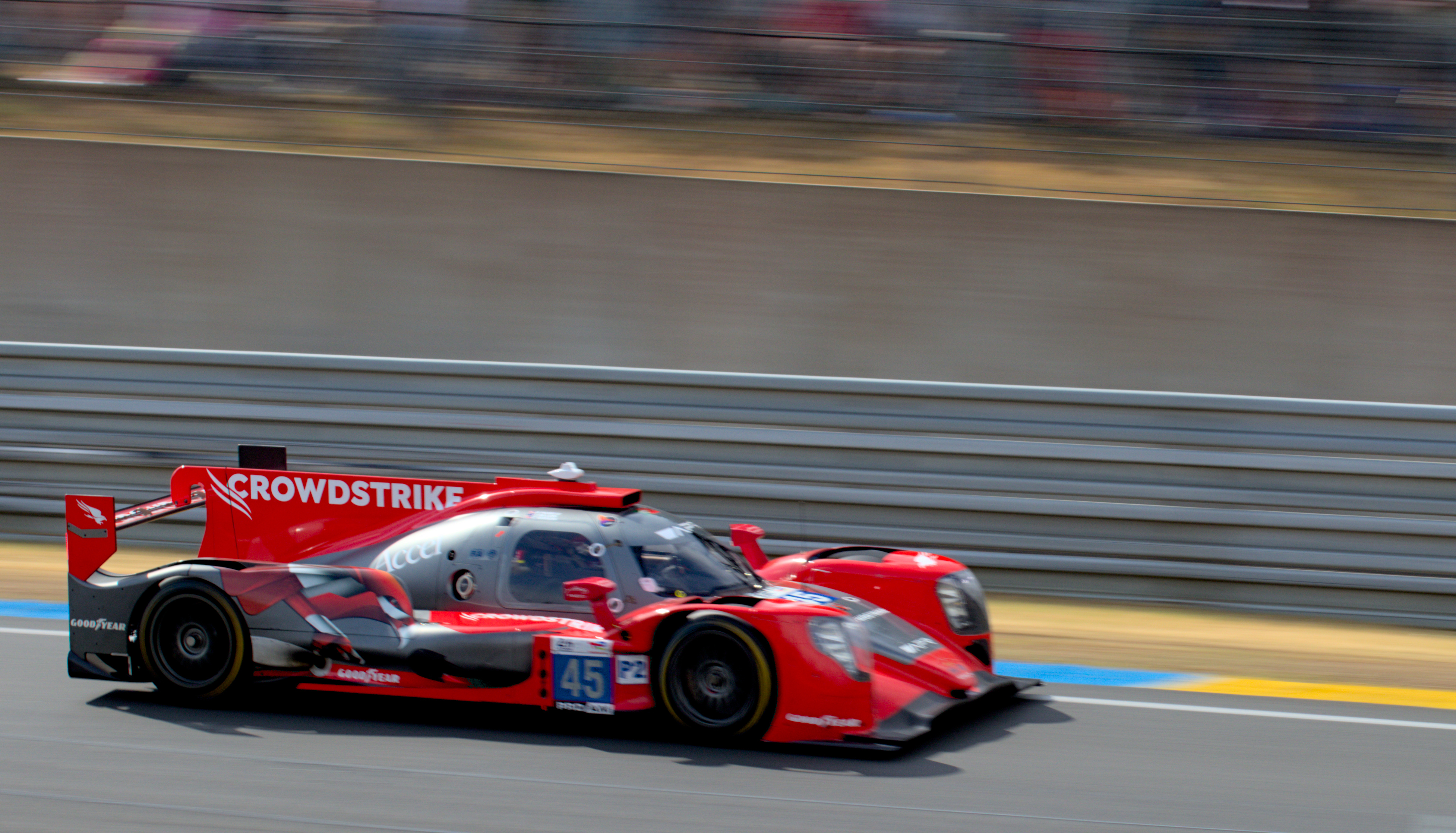
Der siegreiche CrowdStrike-Oreca 07, hier beim 24-Stunden-Rennen von Le Mans 2023

Das 4-Stunden-Rennen von Abu Dhabi 2024, 1. Rennen, auch Asian Le Mans Series, 4 hours of Abu Dhabi, fand am 10. Februar auf dem Yas Marina Circuit statt und war der vierte Wertungslauf der Asian Le Mans Series dieses Jahres.

## Das Rennen
Zum Abschluss der Meisterschaftssaison 2024 fanden auf dem Yas Marina Circuit zwei Wertungsläufe innerhalb von zwei Tagen statt. Der die Fahrerwertung gemeinsam mit Ahmad Al Harthy und Louis Delétraz anführende Nikita Masepin musste seine Teilnahme wegen einer Erkrankung absagen. Für ihn sprang kurzfristig Filipe Albuquerque ein. Das Trio blieb nach einem frühen Ausfall punktelos. George Kurtz, Colin Braun und Malthe Jakobsen gewannen das Rennen im Oreca 07, fünf Sekunden vor den Marken- und Typenkollegen François Perrodo/Matthieu Vaxivière/Alessio Rovera.

## Ergebnisse

### Schlussklassement
| 1           | LMP2 | 4  | CrowdStrike Racing by APR     | George Kurtz Colin Braun Malthe Jakobsen                 | Oreca 07                      | 105 |
| 2           | LMP2 | 83 | AF Corse                      | François Perrodo Matthieu Vaxivière Alessio Rovera       | Oreca 07                      | 105 |
| 3           | LMP2 | 3  | DKR Engineering               | Alexander Mattschull Tom Dillmann Laurents Hörr          | Oreca 07                      | 105 |
| 4           | LMP2 | 90 | TF Sport                      | Salih Yoluç Michael Dinan Charlie Eastwood               | Oreca 07                      | 105 |
| 5           | LMP2 | 22 | Proton Competition            | Giorgio Roda Julien Andlauer René Binder                 | Oreca 07                      | 105 |
| 6           | LMP2 | 30 | Duqueine Team                 | John Falb Carl Wattana Bennett Jean-Baptiste Simmenauer  | Oreca 07                      | 105 |
| 7           | LMP2 | 25 | Algarve Pro Racing            | Chris McMurry Freddie Tomlinson Toby Sowery              | Oreca 07                      | 105 |
| 8           | LMP2 | 34 | Nielsen Racing                | Blake McDonald Patrick Liddy Matthew Bell                | Oreca 07                      | 103 |
| 9           | LMP2 | 24 | Nielsen Racing                | Ian Loggie Alex García Ferdinand von Habsburg            | Oreca 07                      | 103 |
| 10          | LMP2 | 55 | Proton Competition            | P. J. Hyett Harry Tincknell Paul-Loup Chatin             | Oreca 07                      | 103 |
| 11          | LMP2 | 44 | ARC Bratislava                | Miroslav Konôpka Mathias Beche Jonas Ried                | Oreca 07                      | 102 |
| 12          | LMP2 | 47 | COOL Racing                   | Alexandre Coigny ---- Vladislav Lomko Lorenzo Fluxá      | Oreca 07                      | 101 |
| 13          | LMP3 | 2  | CD Sport                      | Michael Jensen Nick Adcock Fabien Lavergne               | Ligier JS P320                | 101 |
| 14          | LMP3 | 17 | COOL Racing                   | James Winslow Alexander Bukhantsov Manuel Espirito Santo | Ligier JS P320                | 100 |
| 15          | LMP3 | 20 | High Class Racing             | Auðunn Guðmundsson Anders Fjordbach Seth Lucas           | Ligier JS P320                | 100 |
| 16          | LMP3 | 26 | Bretton Racing                | Dan Skočdopole Julien Gerbi Mihnea Stefan                | Ligier JS P320                | 100 |
| 17          | GT   | 88 | Triple Eight Race Engineering | Jefri Ibrahim Jordan Love Luca Stolz                     | Mercedes-AMG GT3 Evo          | 99  |
| 18          | GT   | 19 | Leipert Motorsport            | Gabriel Rindone Brendon Leitch Marco Mapelli             | Lamborghini Huracán GT3 Evo 2 | 99  |
| 19          | GT   | 27 | Optimum Motorsport            | Mark Radcliffe Rob Bell Ollie Millroy                    | McLaren 720S GT3 Evo          | 99  |
| 20          | GT   | 69 | Optimum Motorsport            | Sam De Haan James Cottingham Tom Gamble                  | McLaren 720S GT3 Evo          | 99  |
| 21          | GT   | 33 | Herberth Motorsport           | Antares Au Tim Heinemann Laurin Heinrich                 | Porsche 911 GT3 R (992)       | 98  |
| 22          | LMP3 | 58 | GG Classic Cars               | Fraser Ross George Nakas                                 | Ligier JS P320                | 98  |
| 23          | GT   | 95 | TF Sport                      | John Hartshorne Ben Tuck Jonny Adam                      | Aston Martin Vantage AMR GT3  | 98  |
| 24          | GT   | 21 | AF Corse                      | Simon Mann François Hériau Davide Rigon                  | Ferrari 296 GT3               | 98  |
| 25          | GT   | 93 | Team Project 1                | Darren Leung Christian Bogle Dan Harper                  | BMW M4 GT3                    | 98  |
| 26          | GT   | 7  | Al Manar Racing by GetSpeed   | Al Faisal Al Zubair Anthony Liu Fabian Schiller          | Mercedes-AMG GT3 Evo          | 98  |
| 27          | GT   | 42 | Saintéloc Racing              | Christopher Haase Gilles Magnus Alban Varutti            | Audi R8 LMS Evo II            | 98  |
| 28          | GT   | 66 | Attempto Racing               | Dylan Pereira Alex Aka ---- Andrey Mukovoz               | Audi R8 LMS Evo II            | 98  |
| 29          | GT   | 98 | Dragon Racing                 | Rui Andrade Nicola Marinangelii Marco Pulcini            | Ferrari 296 GT3               | 97  |
| 30          | GT   | 8  | EBM                           | Setiawan Santoso Tanart Sathienthirakul Bastian Buus     | Porsche 911 GT3 R (992)       | 97  |
| 31          | GT   | 75 | Team Motopark                 | Lukas Dunner Heiko Neumann Morten Strømsted              | Mercedes-AMG GT3 Evo          | 97  |
| 32          | GT   | 9  | GetSpeed                      | Anthony Bartone Aaron Walker Martin Konrad               | Mercedes-AMG GT3 Evo          | 97  |
| 33          | GT   | 82 | AF Corse                      | Charles-Henri Samani Emmanuel Collard Kei Cozzolino      | Ferrari 296 GT3               | 96  |
| 34          | GT   | 84 | EBM                           | Adrian D’Silva Kerong Li Earl Bamber                     | Porsche 911 GT3 R (992)       | 96  |
| 35          | GT   | 18 | Huber Motorsport              | Stanislav Minsky Jannes Fittje Dorian Boccolacci         | Porsche 911 GT3 R (992)       | 94  |
| 36          | GT   | 77 | D'Station Racing              | Satoshi Hoshino Tomonobu Fujii Casper Stevenson          | Aston Martin Vantage AMR GT3  | 91  |
| Ausgefallen |      |    |                               |                                                          |                               |     |
| 37          | GT   | 86 | GR Racing                     | Mike Wainwright Ben Barker Riccardo Pera                 | Ferrari 296 GT3               | 78  |
| 38          | LMP3 | 65 | Viper Niza Racing             | Douglas Khoo Dominic Ang                                 | Ligier JS P320                | 63  |
| 39          | LMP2 | 99 | 99 Racing                     | Ahmad Al Harthy Filipe Albuquerque Louis Delétraz        | Oreca 07                      | 47  |
| 40          | GT   | 91 | Pure Rxcing                   | Alex Malykhin Klaus Bachler Joel Sturm                   | Porsche 911 GT3 R (992)       | 43  |
| 41          | GT   | 11 | Attempto Racing               | ---- Alexey Nesov ---- Sergey Titarenko Ilya Gorbatsky   | Audi R8 LMS Evo II            | 37  |

### Nur in der Meldeliste
Zu diesem Rennen sind keine weiteren Meldungen bekannt.

### Klassensieger
| Klasse | Fahrer         | Fahrer      | Fahrer          | Fahrzeug             | Platzierung im Gesamtklassement |
| ------ | -------------- | ----------- | --------------- | -------------------- | ------------------------------- |
| LMP2   | George Kurtz   | Colin Braun | Malthe Jakobsen | Oreca 07             | Gesamtsieg                      |
| LMP3   | Michael Jensen | Nick Adcock | Fabien Lavergne | Ligier JS P320       | Rang 13                         |
| GT     | Jefri Ibrahim  | Jordan Love | Luca Stolz      | Mercedes-AMG GT3 Evo | Rang 17                         |

### Renndaten
- Gemeldet: 41
- Gestartet: 41
- Gewertet: 36
- Rennklassen: 3
- Zuschauer: unbekannt
- Wetter am Renntag: warm und trocken
- Streckenlänge: 5,281 km
- Fahrzeit des Siegerteams: 4:00:48,667 Stunden
- Gesamtrunden des Siegerteams: 105
- Gesamtdistanz des Siegerteams: 554,505 km
- Siegerschnitt: unbekannt
- Pole Position: Ahmad Al Harthy – Oreca 07 (#99) – 1:40,720
- Schnellste Rennrunde: Tom Dillmann – Oreca 07 (#3) – 1:40,725
- Rennserie: 4. Lauf zur Asian Le Mans Series 2024